# フリードリヒ・アウグスト・フォン・ホルシュタイン

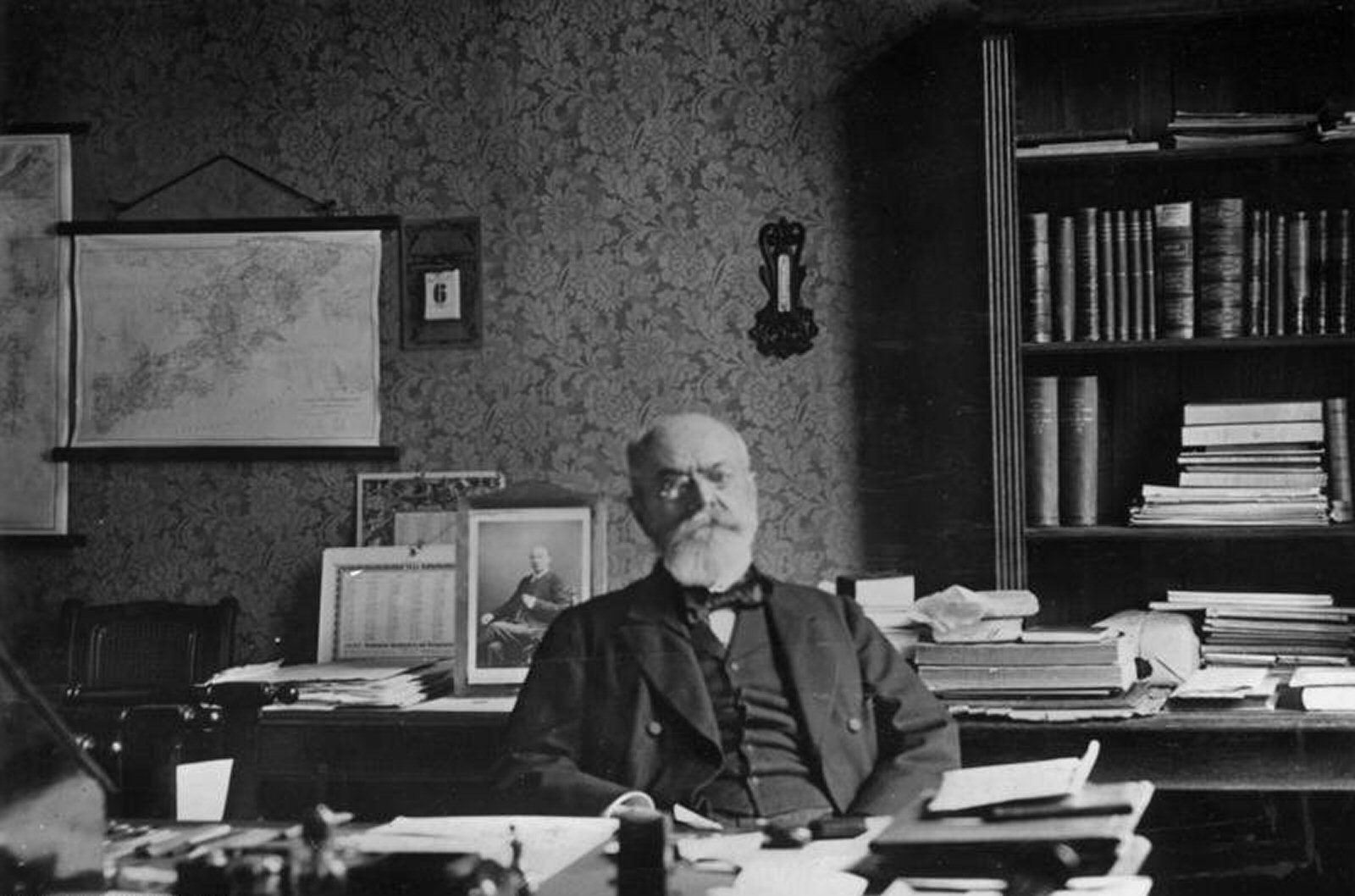
フリードリヒ・アウグスト・フォン・ホルシュタイン(1906年撮影)

フリードリヒ・アウグスト・カール・フェルディナント・ユリウス・フォン・ホルシュタイン(Friedrich August Karl Ferdinand Julius von Holstein, 1837年4月24日-1909年5月8日)は、ドイツの外交官。1890年から1906年までの間、ドイツの外交政策に対して重大な影響力を持っていた。それゆえジャーナリストのマクシミリアン・ハルデンから黒幕と称された。

## 生涯

### 生い立ち
フリードリヒ・フォン・ホルシュタインはメクレンブルクの古貴族・ホルシュタイン家の出身で、父親のアウグスト・フォン・ホルシュタインはプロイセン軍の士官だった。母親のカロリーネは、フリードリヒを出産したとき既に45歳だった。
ホルシュタインはポンメルンの領地で育ったが、後に一家はベルリンへ移動した。そして、そこでケルニッシェ・ギムナジウムに入学し、1853年に卒業した。そして1853年から1856年まで、彼はベルリンのフリードリヒ・ヴィルヘルム大学で法学を学んだ。ヨーロッパ内で頻繁に旅行したおかげで、彼は流暢なフランス語とイタリア語を話すことができた。

### 外交官として
司法官試補、司法修習生としてベルリンの地方裁判所で経験を積んだあと、1860年12月に外交官としての道をたどり始め、オットー・フォン・ビスマルクとクルト・フォン・シュレツァーの下、ペテルブルクのドイツ公使館で専門担当官となる。彼の外交官としての出世は、ビスマルクの助力に負うところがあった。ホルシュタインの父親はビスマルクと古い知り合いだった。
1863年から1867年まで、ホルシュタインはプロイセンの公使館書記官として次々にリオデジャネイロ、ロンドン、ワシントン、シュトゥットガルト、フィレンツェへと着任する。そして1867年からはコペンハーゲンで勤務した。
1870年には外務省の政治局に従事し、1871年にはベルサイユに招聘された。ここでホルシュタインは普仏戦争の降伏文書の翻訳を担当した。
1871年11月に彼はパリで大使館第二書記官となり、1872年5月には外務省の顧問官(Legationsrat)へと昇進した。
ホルシュタインは、ハリー・フォン・アルニム伯爵のパリ大使館でのスキャンダルで人目を集めることになった。在パリドイツ大使であり、野心的な外交官アルニムはビスマルクにとって目の上のたんこぶであった。アルニムはビスマルクの跡を継いで宰相になろうと考えており、一方ではフランスの王党派を支持していた。
アルニムを失脚させるために、ホルシュタインは不都合な情報を宰相に提供した。このホルシュタインの陰謀は露になり、アルニムを支持するベルリンの貴族界隈からホルシュタインが疎まれることとなった。
1876年4月アルニム伯爵の失脚の後、彼は外務省の政治局に戻った。1878年には正顧問官(Wirklicher Legatinosrat)、1880年には枢密卿(Wirklicher Geheimer Legationsrat)、1883年には外務省次官補代理、1891年3月31日ついに「閣下」の称号を持つ枢密卿となった。
彼はビスマルクと彼の息子ヘルベルトを親密に扱うことで、外務省における重要な地位を得ることに成功した。ホルシュタインはまずヘルベルトを通じて自身の構想を広めていこうと試みた。また、ホルシュタインは自分の立場を人事への干渉によっても拡充した。例えば彼は友人のハッツフェルト伯爵を外務大臣に置いていた。
1880年代になると、ホルシュタインは徐々にビスマルクとヘルベルトから距離を取るようになった。
ホルシュタインは宰相の独露外交政策について批判し、イギリスも加えて三国同盟を強固な軍事同盟にする案を支持していた。再保障条約についても彼は拒絶の立場を取っていたし、地中海協定に対しても異議を唱えていた。ホルシュタインはロシアをドイツ帝国に対する大きな脅威だと見ていたし、対ロシアの予防戦争を支持していた。

### ビスマルクの引退後
1890年3月ビスマルクと息子ヘルベルトの退官とともに、ホルシュタインはドイツ帝国の外交に強い影響を及ぼす政治家となった。卓越した行政能力と長年の経験が、彼を有能な外交官たらしめていた。
皇帝の親友であるフィリップ・ツー・オイレンブルク、そしてベルンハルト・フォン・ビューローとの協力のおかげで、彼は間接的に皇帝ヴィルヘルム2世の政策決定に影響を及ぼすことができた。
それ以降、ホルシュタインはビスマルクの作った同盟を解体していった。
帝国宰相カプリヴィと皇帝ヴィルヘルム2世が延長したがっていたにもかかわらず、1890年の春にホルシュタインはロシアとの再保障条約の継続を拒否した。ホルシュタインはイギリスをドイツ帝国の理想的な同盟国として考えており、長年彼はこの島国との同盟を目指して働いていたが、成功しなかった。ドイツの海外拡張策をホルシュタインは歓迎しなかったが、彼はヴィルヘルム2世の帝国主義的政策に対して拒否権を発動することもしなかった。
1904年には英仏協商が結ばれ、ホルシュタインは自身の外交政策の残骸の前で立ち尽くすことになった。イギリスはもはやドイツの宿敵となり、ロンドンをドイツの側に引き止めておくのは困難になった。さらには、建艦競争が独英関係を損なわせていた。
続く年に、ホルシュタインはフランスとイギリスの協調を崩そうと計画した。そのために彼が利用したのが第一次モロッコ危機と1906年のアルヘシラス会議だった。ホルシュタインと帝国宰相ビューローの想定は、イギリスはフランスのモロッコにおける植民地政策を支持しないだろうということだった。
ところがこの予想は誤りであり、イギリスはアルヘシラスでフランス側につき、英仏協商は保たれた。この結果、ホルシュタインは4月14日に辞任した。彼は最後まで、宰相と皇帝は自分の辞任を承諾しないだろうという空しい望みを抱いていた。
フリードリヒ・フォン・ホルシュタインは引退の3年後、1909年に亡くなった。
ホルシュタインの遺体はベルリンの戦没者墓地に葬られたが、墓は東ドイツ時代に破壊され、2009年になって新しい墓碑が建てられた。

## 同時代人からの評価
彼の卓越した知識、並外れた記憶力、そして人事における経験は、4人の帝国宰相―ビスマルク、カプリヴィ、ホーエンローエ、ビューローにとって、彼をなくてはならない存在にしていた。しかし彼は周囲から特別好かれるということがなかった。ビスマルクは彼を「ハイエナの目をした男」だと表現した。ヴィルヘルム2世は後に回想録の中で、ホルシュタインの性格を「不気味」だと書いている。それゆえ、ビスマルクが息子のヘルベルトを除いて外務省の後継者を育てなかったのを皇帝は嘆いていた。
ホルシュタインのやり方は陰謀をめぐらせることにあり、同僚に対する思いやりが彼には欠けていた。彼は注意深く外務省の同僚たちの仕事上の失敗、プライベートでの過ちを記録しておき、のちのちそれを復讐の材料として使った。それは皇帝に対しても同じであった。

## エピソード
- 1880年代におけるホルシュタインのビスマルクからの離反は、ビスマルクがホルシュタインの在ワシントンプロイセン公使時代の女性問題について証拠を持っていたからだと推測されている。アメリカ上院議員であり外交官でもあったチャールズ・サムナーはアリス・メイソン・フーパーと1866年に結婚したが、1年後に離婚している。ホルシュタインのワシントン公使解任は、この離婚に関係があると疑われていた。
- マクシミリアン・ハルデンの、オイレンブルク伯爵を中心としたリーベンベルク円卓に対する攻撃は、ホルシュタインからの情報に基づいていた可能性が高い。しかし、後にハルデンはホルシュタインをビスマルク辞任後のドイツ外交破綻の主原因であるとして公然と非難している。
- ホルシュタインは数十年にわたってベルリンのグロースベーレン通り40番地に住んでいた。ヴィクトリアパークにあるクロイツベルク滝から徒歩ですぐの場所にあるこの質素な家具調度の住まいから、彼はビスマルクの罷免後、「黒幕」としてドイツ帝国の外交に影響を及ぼし続けた。
- 料理のシュニッツェル・ホルシュタインは彼にちなんで名づけられたという伝説があるが、これは誤りである。

## 遺稿
ホルシュタインは生涯独身だった。帝国宰相カプリヴィと同じく、彼はベルリンの政治サロンの女主人ヘレーネ・フォン・レビンと親しく付き合っていた。
ホルシュタインは自らの日記やメモをレビンに託した。彼女はそれを厳重に保管し、亡くなる少し前に親しかった銀行家パウル・シュヴァーバッハに譲渡した。
これらの遺稿は半世紀経った後、『フリードリヒ・フォン・ホルシュタインの秘密文書（Die geheimen Papiere Friedrich von Holsteins )』という題名で1956年から1963年にかけて公刊された。